# アンリちゃんの執事
アンリちゃんの執事（アンリちゃんのしつじ）は2012年1月20日から2012年9月21日までテレビ新広島で放送されていたローカルバラエティ番組。杉原杏璃の冠番組である。後継番組はアンリちゃんの執事Z。

## 概要
2010年3月に終了した『夜型人間』以来約1年半ぶりに復活した深夜のローカルバラエティ番組。「広島をゆるーく盛り上げるエロあったかい『広島お役立ちバラエティ番組』」をコンセプトにお嬢様に扮するアンリと執事に扮するおにぎり（ニューロマンス）が広島県内でロケを行う。

## 出演者
アンリお嬢様（杉原杏璃）
- 地元広島出身のグラビアアイドルで、高校まで福山市で過ごす。穏和なイメージで知られるアンリは地元のために各地で体を張る。

おにぎり執事（おにぎり）
- よしもとクリエイティブ・エージェンシー所属の芸人で「ニューロマンス」のツッコミ担当。北海道出身。「滑舌悪い芸人」「いびき芸人」としても知られ、執事の名目でアンリをサポートする。たまにアンリのエロい姿に興奮して焼きおにぎり（のかぶり物を被る）になることがある。

## 放送時間
本放送
毎週金曜日 25:05 - 25:35
再放送
毎週火曜日 25:35 - 26:05

## 放送リスト
| 回 | 放送日         | サブタイトル                                              | 備考                                                                                 |
| -- | -------------- | --------------------------------------------------------- | ------------------------------------------------------------------------------------ |
| 1  | 2012年 1月20日 | プロローグ編                                              | グラビアアイドル・アンリお嬢様の華麗なる衣装選び                                     |
| 2  | 1月27日        | 横川商店街を盛り上げる                                    | 個性的な店が勢ぞろいの広島・横川商店街を散策                                         |
| 3  | 2月3日         | アンリちゃん、苦手のダンス猛特訓で広島を盛上げまーす      | グラビアアイドルがジャズダンスに挑戦 『ひろしま満点ママ!!』（1月18日放送）で番宣告知 |
| 4  | 2月10日        | 広島のオタクカルチャーを盛り上げよう!                     | グラビアアイドルがセクシー海賊コスプレに挑戦 おにぎりのイビキを検証                  |
| 5  | 2月17日        | 広島の旬を喰らう旅（前編）                                | レモン風呂でグラビアアイドルのドキドキ入浴シーン                                     |
| 6  | 2月24日        | 広島の旬を喰らう旅（中編）                                | おにぎりが入浴中のアンリに襲いかかる                                                 |
| 7  | 3月2日         | 広島の旬を喰らう旅（後編）                                | 大竹市で寒チヌ釣り、廿日市市で牡蠣打ち                                               |
| 8  | 3月9日         | 視聴者プレゼントカレンダー作り（4・5・6月編）             | 視聴者プレゼント用の番組カレンダーを製作                                             |
| 9  | 3月16日        | 視聴者プレゼントカレンダー作り（7・8・9月編）             | 75歳の現役ボディビルダーが登場                                                       |
| 10 | 3月23日        | 視聴者プレゼントカレンダー作り（10・11・12月編）          | ブルマー姿で体力測定（10月） 新種キノコ（11月） クリスマス（12月）                   |
| 11 | 4月13日        | 大人の社会見学（前編）                                    | アンリが驚きの“大人の社会見学”へ                                                     |
| 12 | 4月20日        | 大人の社会見学（後編）                                    |                                                                                      |
| 13 | 4月27日        | アンリ、故郷へ帰る!（前編）                               | 体当たりで地元福山を盛り上げる!                                                      |
| 14 | 5月4日         | アンリ、故郷へ帰る!（後編）                               | アンリちゃん大号泣!涙の訳は!?                                                        |
| 15 | 5月11日        | アンリ探検隊、広島で超人探し（前編）                      | バルーンアート超人 踊る美容師超人                                                    |
| 16 | 5月18日        | アンリ探検隊、広島で超人探し（後編）                      | 玉魔法使い超人 魅惑の音色超人 ランジェリー超人                                       |
| 17 | 5月25日        | アンリ、アナゴに恋して                                    | 苦手アナゴを克服できるか!?                                                           |
| 18 | 6月1日         | 衣替えSP アンリ衣装代を稼ぐ!                              | 衣装代を稼ぐ為、過酷な仕事に挑む!                                                    |
| 20 | 6月15日        | アンリちゃんもワイルドだぜぇ～                            | 次々と出てくるワイルドに挑む!                                                        |
| 21 | 6月22日        | アンリ祝30歳記念 突撃!隣の美熟女さん（前編）              | 素敵な30代を生き抜く術を探し出す                                                     |
| 22 | 6月29日        | アンリ祝30歳記念 突撃!隣の美熟女さん（後編）              |                                                                                      |
| 23 | 7月6日         | 七夕企画 ガチンコ!アンリはおにぎりに会えるのか?（前編）   | 彦星おにぎりと織姫アンリは出会えるのか!?                                             |
| 24 | 7月13日        | 七夕企画 ガチンコ!アンリはおにぎりに会えるのか?（後編）   | ついに彦星と織姫は出会えるのか!?                                                     |
| 25 | 7月20日        | 七夕企画 ガチンコ!アンリはおにぎりに会えるのか?（完結編） |                                                                                      |
| 26 | 7月27日        | 視聴者プレゼントSP 夏休み東京ご接待ツアー（前編）         | おにぎり”プライベート接待”                                                           |
| 27 | 8月3日         | 視聴者プレゼントSP 夏休み東京ご接待ツアー（後編）         | アンリちゃん自宅公開!お部屋で水着?                                                   |
| 28 | 8月17日        | 視聴者プレゼントSP 夏休み東京ご接待ツアー（完結編）       | グラビア撮影現場でピリピリムード お笑いライブで○○○○!?                                |
| 29 | 8月24日        | 路面電車で宮島口を目指せ!「電車ブログすごろく１日目」     | カブトムシを子供達に届けよう! ブログコメント数に右往左往                             |
| 30 | 8月31日        | 路面電車で宮島口を目指せ!「電車ブログすごろく２日目」     | 数々のトラップをクリア!                                                              |
| 31 | 9月7日         | 路面電車で宮島口を目指せ!「電車ブログすごろく３日目」     | カブトムシをとうとう子供達に届ける事が出来るか!?                                     |
| 32 | 9月14日        | ガチンコ対決!負けたら執事クビ!                            | 抜き打ち学力テスト                                                                   |
| 33 | 9月21日        | ガチンコ対決!負けたら執事クビ!                            | チヌ釣り対決 出演 大知昭                                                             |

## スタッフ
- ナレーション：美咲マリア
- CAM：渡辺涼介
- AUD：山形晃一
- EED：須山葉子
- ヘアメイク：斎藤通子
- CG：TSSソフトウェア
- AD：平岡晃
- PR：永岡弘恵
- ディレクター：栗原昌哉、槇原靖
- プロデューサー：横井利行、高見剛史
- 制作協力：TSSプロダクション
- 制作著作：テレビ新広島